# Big Show
Paul Randall Wight, Jr. (født 8. februar 1972) er en amerikansk wrestler, der fik sin debut i wrestlingbranchen som The Giant i World Championship Wrestling (WCW) i 1995. Siden 1999 har han wrestlet som  Big Show i  WWE. Han er en tidligere seksdobbelt verdensmester.

## Wrestlingkarriere

### World Championship Wrestling (1995-1999)
I 1995 startede Paul Wight sin wrestlingkarriere i World Championship Wrestling (WCW), hvor han begyndte at træne på organisationens wrestlingskole, WCW Power Plant. Her blev han spottet af WCW's største stjerne, den regerende verdensmester Hulk Hogan, der mente, at Paul Wight kunne blive en stor attraktion for wrestlingfans. I oktober 1995 fik Paul Wight sin første kamp nogensinde – en VM-titelkamp under ringnavnet The Giant mod Hulk Hogan. I sin første kamp lykkedes det Paul Wight at vinde WCW World Heavyweight Championship fra Hulk Hogan med hjælp fra de andre medlemmer af heel-gruppen Dungeon of Doom.
Selv om The Giant hurtigt mistede VM-titlen igen, var han på rekordtid blevet en dominerende faktor i WCW, og i foråret 1996 vandt han for anden gang VM-titlen ved at besejre den 13-dobbelte verdensmester Ric Flair under en liveepisode af WCW's ugentlige tv-program WCW Monday Nitro. Godt 100 dage senere tabte The Giant VM-titlen til Hogan, der måneden forinden havde dannet heel-gruppen New World Order (nWo). The Giant sluttede sig nogle uger senere til Hogan og nWo. 
Paul Wight fortsatte sin karriere i WCW indtil starten af 1999, hvor han blandt andet vandt WCW World Tag Team Championship sammen med både Lex Luger, Sting og Scott Hall, men det lykkedes ham ikke at vinde flere VM-titler. 

### World Wrestling Federation / World Wrestling Entertainment (1999-2007)
I februar 1999 skrev Paul Wight kontrakt med World Wrestling Federation (WWF). Han kunne ikke længere bruge ringnavnet The Giant, men blev i stedet for kaldt Big Show. Hans første fejde blev med WWF's største stjerne på daværende tidspunkt, Steve Austin. 
I november 1999 lykkedes det Big Show at vinde sin første VM-titel (WWF Championship) i WWF, da han i en triple threat match besejrede den regerende verdensmester Triple H og The Rock. Big Show vandt samme VM-titel for anden gang i efteråret 2002. I 2006 blev Big Show en del af WWE's nye ECW-brand, hvor han vandt ECW Championship i juli 2006. 
Big Show forlod WWE (omdøbt fra World Wrestling Federation til World Wrestling Entertainment i 2002) i sommeren 2007.

### PMG Clash of Legends (2007)
To måneder efter sit farvel til WWE gjorde Paul Wight comeback i Memphis ved showet PMG Clash of Legends. I showets main event tabte Paul "The Great" Wight til Hulk Hogan. Det var første gang i ti år, at de to havde mødtes i en wrestlingkamp. Paul Wight erstattede i øvrigt WWE-kommentatoren og wrestlinglegenden fra Memphis Jerry Lawler, der ikke havde fået tilladelse af WWE til at wrestle mod Hogan uden for WWE-regi.

### World Wrestling Entertainment (2008-nu)
Paul Wight vendte dog tilbage til WWE som Big Show igen i 2008, og i december 2011 lykkedes det ham at vinde sin femte VM-titel i karrieren, da han for første gang vandt WWE World Heavyweight Championship. Han besejrede den regerende verdensmester Mark Henry, men tabte ganske få minutter senere VM-titlen til Daniel Bryan. I foråret 2012 blev han mobbet af Cody Rhodes for at have tabt så mange kampe ved WrestleMania igennem årene. Ved WrestleMania XXVIII lykkedes det dog Big Show at vinde WWE Intercontinental Championship for første gang ved at besejre Cody Rhodes. Big Show mistede hurtigt titlen igen, men fandt ny succes, da han i oktober vandt sin sjette VM-titel ved at besejre Sheamus ved WWE's Hell in a Cell, i 2013 tabte Big Show sin VM titel til Alberto Del Rio. Big Show forsøgte så at få titlen tilbage ved WWE's Royal Rumble og Elimination Chamber men lykkedes ikke. Ved WrestleMania 29 gik Big Show sammen med Randy Orton og Sheamus i en seks-mands tag team kamp mod The Shield men gruppen tabte. Da kampen sluttede leverede Big Show et KO-slag til både Sheamus og Randy Orton. Ved Extreme Rules mødte Big Show, Randy Orton i en kamp som Big Show igen tabte. Sheamus og Randy Orton ville begge have deres fingre i Big Show hvilket endte med at de overfaldt Big Show op til flere gange. Det endte med at Big Show og hans tidligere rival Mark Henry gik sammen mod Sheamus og Randy Orton i en tag team kamp som Big Show og Mark Henry vandt. Senere på året blev Big Show fyret af Triple H og Big Show hævnede sig ved at levere et KO-slag til  Triple H. Senere blev Big Show hyret igen og fik en VM-titel kamp mod daværende VM-mester Randy Orton som Big Show tabte. I 2014 blev Big Show og hans tidligere rival Mark Henry bedste venner og dannede et succesfuldt hold som ikke tabte en eneste tag team kamp. Men de gik i opløsning da Big Show så ud til at slå en modstander som Mark Henry ikke selv kunne besejre. Mark Henry angreb Big Show og de begyndte en kort rivalisering som kulminerede ved Survivor Series i en ti-mands eliminations tag team kamp hvor Big Show eliminerede Mark Henry på under et minut, i den samme kamp vendte Big Show ryggen mod sit eget hold og kostede dem næsten sejren, men hans hold bestående af Big Show selv, Dolph Ziggler, Erick Rowan, Ryback og John Cena vandt alligevel og fik The Authority fyret. The Authority kom tilbage til magten og Big Show støttede dem da de fik deres job tilbage. I 2015 blev Big Show og Kane elimineret som nogle af de sidste i årets Royal Rumble.

## VM-titler
Paul Wight er en seksdobbelt verdensmester. Han har vundet WCW World Heavyweight Championship to gange i World Championship Wrestling (WCW) under ringnavnet The Giant, samt WWE Championship to gange og WWE World Heavyweight Championship to gange i WWE under ringnavnet Big Show. 
| Nr. | VM-titel                           | Modstander   | Org. | Dato              | Show                          | Dage | Efterfølger     |
| --- | ---------------------------------- | ------------ | ---- | ----------------- | ----------------------------- | ---- | --------------- |
| 1   | WCW World Heavyweight Championship | Hulk Hogan   | WCW  | 20. oktober 1995  | Halloween Havoc               | 8    | Ledig           |
| 2   | WCW World Heavyweight Championship | Ric Flair    | WCW  | 29. april 1996    | Monday Nitro                  | 103  | Hollywood Hogan |
| 3   | WWE World Heavyweight Championship | Triple H1    | WWE  | 14. november 1999 | Survivor Series               | 50   | Triple H        |
| 4   | WWE Championship                   | Brock Lesnar | WWE  | 17. november 2002 | Survivor Series               | 28   | Kurt Angle      |
| 5   | WWE World Heavyweight Championship | Mark Henry   | WWE  | 18. december 2011 | TLC: Tables, Ladders & Chairs | 0    | Daniel Bryan    |
| 6   | WWE World Heavyweight Championship | Sheamus      | WWE  | 28. oktober 2012  | Hell in a Cell                | 72   | Alberto Del Rio |

1 Kampen var en triple threat match, der også inkluderede The Rock. 